# Bundesautobahn 27
Die Bundesautobahn 27 (Abkürzung: BAB 27) – Kurzform: Autobahn 27 (Abkürzung: A 27) – führt über eine Gesamtlänge von 162 Kilometern von Cuxhaven als östliche Tangente an Bremerhaven und Bremen vorbei zum Bremer Kreuz mit der A 1. Ab hier führt die A 27 an Achim und Verden (Aller) vorbei zum Autobahndreieck Walsrode, wo sie in die A 7 übergeht.
Die gesamte Strecke wird im Netz der Europastraßen als Europastraße 234 (Abkürzung: E 234) geführt.
Durch die Verbindung zu den Häfen Bremens, Bremerhavens und Cuxhavens wird viel Schwerlastverkehr über die Route abgewickelt.
Am 21. Februar 2024 wurde die Autobahn zwischen den Abfahrten  Hagen (12) und Uthlede (13)  in beide Richtungen voll gesperrt, da diese auf der gesamten Breite unterspült ist, und abzusacken droht. Dies hat vor allem für die zahlreichen Schwertransporte von und zu den Häfen Cuxhaven bzw. Bremerhaven erhebliche Auswirkungen, da für diese zunächst keine Ausweichroute über Bundes- oder Landesstraßen zur Verfügung stand. Schon am ersten Tag der Sperrung kamen insgesamt drei schwere Lkw auf der Ausweichroute von der Fahrbahn ab, wodurch auch diese wiederholt kurzfristig gesperrt werden musste.

## Verlauf
Die 162 km lange Autobahn beginnt in Cuxhaven in Niedersachsen. Bei Bremerhaven führt sie über den Fluss Geeste. Im weiteren Verlauf führt die Autobahn zum zweiten Mal durch das Land Bremen und endet in Walsrode. Auf der gesamten Streckenlänge kommt es unter anderem zu Kreuzungen oder Begegnungen mit den folgenden Straßen des Bundes (nummerisch sortiert):
| Autobahnen | Bundesstraßen |
| ---------- | ------------- |
| BAB 1      | B 6           |
| BAB 7      | B 71          |
| BAB 20     | B 73          |
| BAB 281    | B 74          |
|            | B 209         |
|            | B 212         |
|            | B 215         |
|            | B 474         |

Außer im Raum Bremen verläuft die A 27 zumeist durch hügelige Geestlandschaft.

## Geschichte
Der Abschnitt im Bereich des Bremer Blocklands gehört zu den ältesten deutschen Autobahnen und war zu Beginn als Fortführung der jetzigen A 1 aus Hamburg kommend Richtung Ihlpohl im Norden Bremens gebaut worden. Baubeginn war 1933, Eröffnung der Blocklandautobahn 1937.
Die Autobahn hatte eine Gesamtbreite von 15 Metern inklusive Mittelstreifen, der damals nur 40 Zentimeter breit war.
1959 wurde mit dem Bau des Bremer Kreuzes begonnen, was eine Voraussetzung für den Weiterbau in Richtung Hannover war. Bei seiner Eröffnung 1962 war es das größte und modernste Autobahnkreuz Deutschlands. Die Autobahn wurde am 15. November 1962 bis Achim verlängert, am 15. Juli 1963 bis Verden. Seit dem 29. Juli 1964 führt sie bis zum Autobahndreieck Walsrode, wo die A 27 mit der nach Hannover führenden A 7 verknüpft ist.
Die Anschlussstellen in Bremen wurden um 1962 umbenannt: aus Bremen-Mitte wurde Bremen-Vahr und aus Bremen-Ost wurde Bremen-Sebaldsbrück. Um 1963 kam die Abfahrt Bremen-Freihafen (heute Überseestadt) hinzu, im Jahre 1975 die Abfahrt Horn-Lehe.
Bereits 1963 war entschieden worden, die zu schmale und inzwischen marode Blocklandautobahn von 1937 in doppelter Breite völlig neu zu bauen. Die Arbeiten begannen 1968 an Bremer Kreuz und waren 1972 bis zur damals neuen Anschlussstelle Bremen-Freihäfen, 1974 bis Ihlpohl fertiggestellt.
Der Weiterbau in Richtung Cuxhaven über Bremerhaven ruhte mehrere Jahre und wurde erst gegen Ende der 1960er Jahre mit einer Autobahnumgehung um Bremerhaven wieder aufgenommen, die 1974 eröffnet wurde. Mit der Fertigstellung der letzten fehlenden Teilstücke zwischen dem Verteilerkreis Bremen-Nord und Bremerhaven-Süd im November 1977 sowie Debstedt und Cuxhaven im Dezember 1981 ersetzte die Autobahn zwischen Cuxhaven und Bremen die völlig überlastete Bundesstraße 6 als Bundesfernstraße. Die Strecke wird wegen der Anbindung des (früheren) Fischerei-Standorts Cuxhaven auch „Schellfischlinie“ genannt.
1995 wurde das Autobahndreieck Bremen-Industriehäfen zum Anschluss der A 281 in Betrieb genommen. Deren erstes Teilstück führt zwei Kilometer lang in Richtung Weser und endet dort, die Verlängerung durch einen Wesertunnel zum GVZ Bremen, wo Anschluss an weitere bereits fertiggestellte Teilstücke der A 281 besteht, ist geplant.
Im November 2005 wurde der sechsstreifige Ausbau der ansonsten vierstreifigen Fahrbahn zwischen Bremen-Überseestadt und Bremen-Burglesum, der sogenannten „Blocklandautobahn“ abgeschlossen, um die tägliche Stausituation der Pendlerströme von und nach Bremen aufzulösen. Dabei kam es zu einem Streit zwischen Bremen und Osterholz-Scharmbeck, da auf der neuen Beschilderung an der Abfahrt Ritterhude-Süd zunächst der Hinweis auf die Kreisstadt verschwunden war.

## Besonderheiten

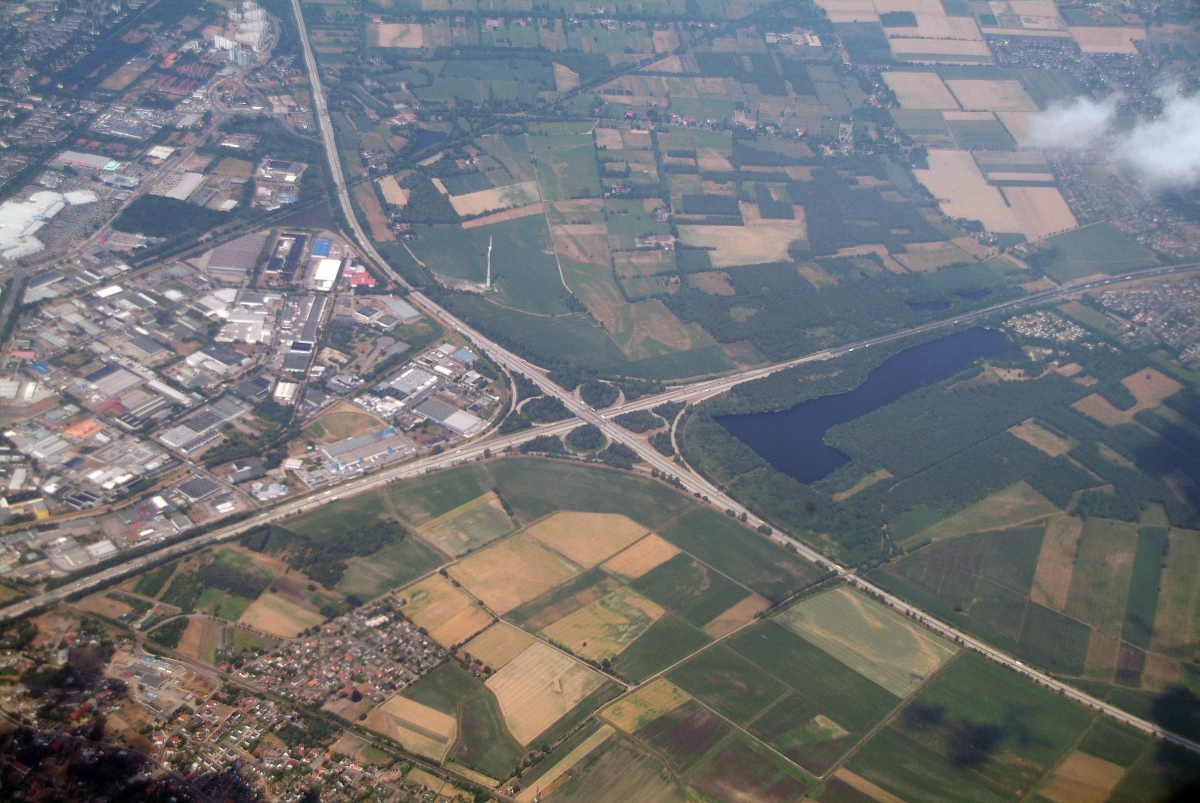
Bremer Kreuz – A 27 von links-oben nach rechts-unten

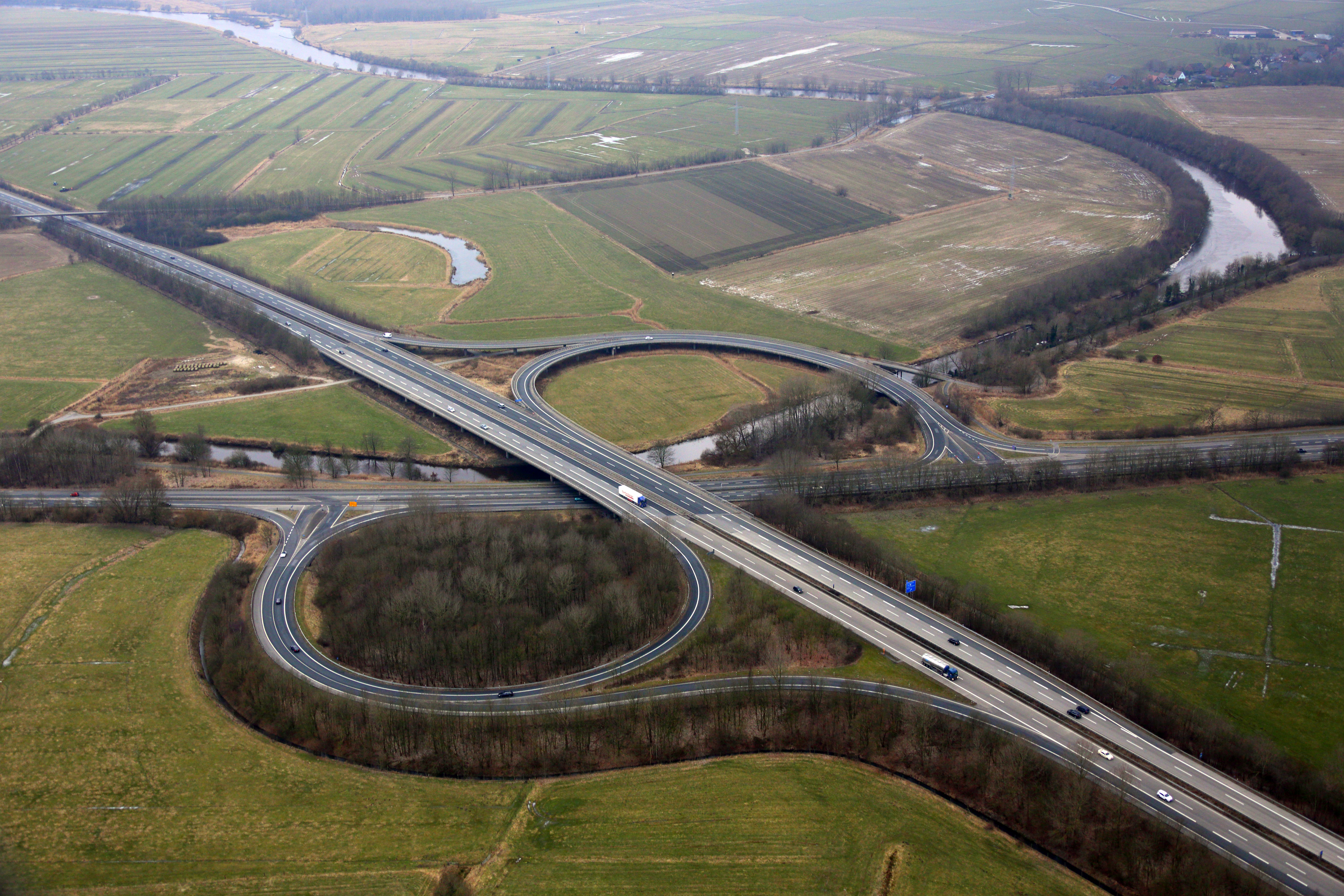
Die AS Bremerhaven Süd verbindet die A 27/E 234 mit der B 6/L 135

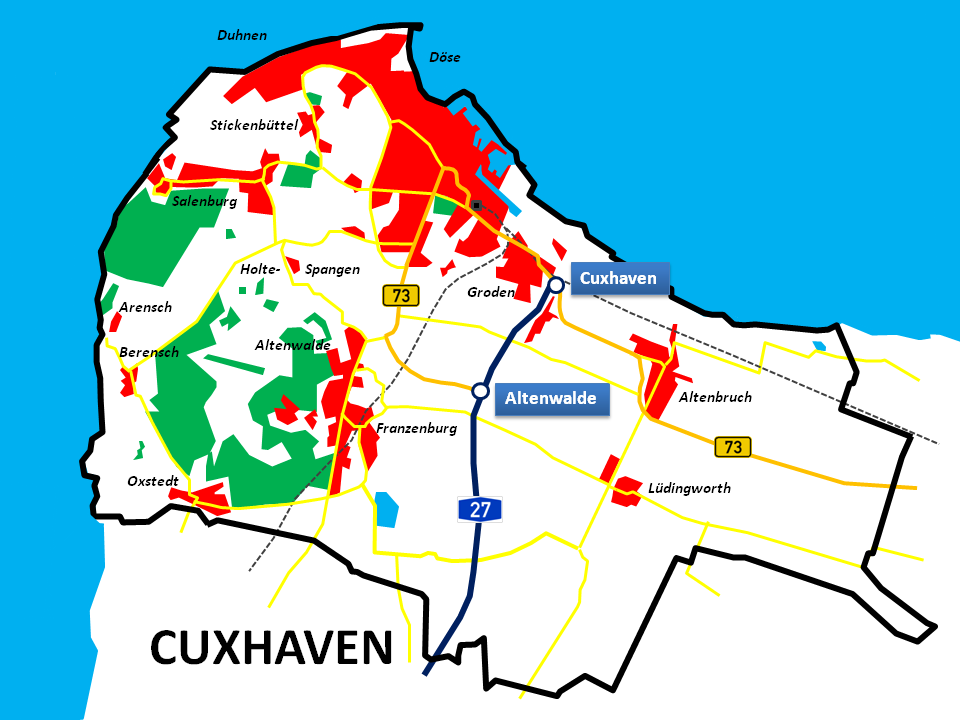
Verlauf der A 27 in Cuxhaven

Eine Kuriosität stellt die Abfahrt HB-Sebaldsbrück dar, welche nicht auf Sebaldsbrück zuführt, sondern den benachbarten Stadtteil Bremen-Osterholz erschließt. Es sollte aber eine Verwechslungsgefahr mit der etwas weiter nördlich gelegenen Stadt Osterholz-Scharmbeck.(Abfahrt HB-Industriehäfen) vermieden werden. Zudem ist einer der Hauptnutzer dieser Abfahrt das in Sebaldsbrück befindliche Mercedes-Werk.
Das Bremer Kreuz befindet sich entgegen einer weit verbreiteten Ansicht nicht innerhalb der Bremer Stadtgrenzen, sondern gehört zum Landkreis Verden. Die an der A 27 unweit des Kreuzes aufgestellten Hinweisschilder auf das Land Niedersachsen/Hansestadt Bremen entsprechen nicht dem tatsächlichen geografischen Grenzverlauf.
Nahe der Anschlussstelle Bremen-Horn-Lehe ist der markante Fallturm der Universität Bremen zu sehen.
Beim Bremer Ortsteil Burg-Grambke befinden sich auf der Fahrbahnseite in Richtung Süden Reste einer Auffahrt aus den Anfangsjahren der Autobahn. Inzwischen sind die Reste der einstigen Auffahrt durch Umbaumaßnahmen kaum noch zu finden. Diskussionen in den 1970er Jahren, diese Auffahrt zu reaktivieren, als sie noch nicht zerstört war, wurden schnell verworfen. 
Am Halbanschluss Bremen-Nord finden sich Rampen für eine kreuzungsfreie Überleitung aus Richtung Bremen-Stadt zur A270 Richtung Bremen-Nord.  Aus Zeit- und Kostengründen wurde die Verbindung zunächst provisorisch über die Ampelkreuzungen des „Ihlpohler Kreisel“ hergestellt. Da der Verkehr sich weniger stark entwickelte, als angenommen wurde schließlich auf die Brückenverbindung über den Ihlpohler Kreisel hinweg verzichtet, und das Provisorium zur Dauerlösung.
Teile der Trasse im Bereich Bremerhaven sind als Pfahlgründungen mit Bohrpfählen von 30 Meter Länge ausgeführt, um die mehr als 15 Meter mächtigen Moorschichten zu durchdringen, so der Bereich der Abfahrt Bremerhaven-Süd/Nesse mit Zu- und Abfahrten und ein Teilstück zwischen den Abfahrten Bremerhaven-Mitte und Bremerhaven Überseehäfen.
Das Teilstück zwischen der Abfahrt Debstedt und dem Autobahnende bei Cuxhaven ist zur Reduzierung der Baukosten in geringerer Breite der Fahrbahn und mit schmaleren Randstreifen ausgeführt und entspricht im Ausbauzustand dem dort erheblich geringeren Verkehrsaufkommen.
Zwei Abschnitte der A27 wurden als  Behelfsflugplätze errichtet. Die Parkplätze Midlum/Krempel südlich von Cuxhaven, sowie Binnenmoor/Harmonie südlich von Bremerhaven dienten als Aufstellfläche für die Flugzeuge, und besaßen direkte Anschlüsse zum Straßennetz im Hinterland für Versorgungsfahrzeuge. Die Autobahn verläuft hier schnurgerade, und  besaß einen durchgehend asphaltierten Mittelstreifen. auch Hochspannungsleitungen wurden um dieses Gebiet herumgeführt.  Inzwischen wurden diese Behelfsflugplätze aufgegeben, und die dafür vorgehaltene Infrastruktur teilweise zurückgebaut.
Die einzige Tank- und Rastanlage entlang der A 27 hieß seit ihrer Erbauung „Langwedel/Daverden“ (entsprechend der nächstgelegenen Orte). Mit der Eröffnung der Anschlussstelle Langwedel im April 2011 (vorher nur eine Behelfsabfahrt bzw. Auffahrt am Raststättengelände) wurde die Rastanlage in „Goldbach“ (Nord/Süd) umbenannt. Der namensgebende kleine Bach fließt in der Nähe.
Zwischen den Bundesländern Niedersachsen und Bremen wurde im Oktober 2011 ein Staatsvertrag über die Zuständigkeiten im Bereich der A 27 getroffen. Danach wird vom Land Niedersachsen dem Land Bremen die Zuständigkeit der Straßenbaubehörden für das – direkt an Bremer Gebiet anschließende – A 27-Teilstück zwischen den Anschlussstellen Ihlpohl und Uthlede zugewiesen, im Gegenzug wird der Abschnitt der A 27, der auf Bremerhavener Gebiet (und damit im Land Bremen) liegt, von Bremen den Straßenbaubehörden des Landes Niedersachsen übertragen. Die Straßenverkehrsbehörden des Landes Bremen sind wiederum auf dem Teilstück der A 27 zwischen den Anschlussstellen Bremerhaven-Wulsdorf und Debstedt auch auf dem zu Niedersachsen gehörenden Abschnitt zuständig.

## Geplante Ausbaumaßnahmen
Die Planung zur Erneuerung der Lesumbrücke in beiden Fahrtrichtungen wurde 2020 nach behelfsmäßiger Ertüchtigung der südlichen Brücke begonnen. Zuvor war diese wegen minderwertigen SM-Stahls eingeschränkt belastbare älteste Brücke ganze zwei Jahre gesperrt, um den Iststand aufzunehmen, ein Behelfskonzept zu planen, dieses zu realisieren und zu prüfen. Beide Brücken besitzen bisher keinen Standstreifen.
Die A 27 soll zwischen der AS Bremen-Überseestadt und dem Bremer Kreuz sechsstreifig ausgebaut werden. Im Bundesverkehrswegeplan 2030 wird das Vorhaben im Vordringlichen Bedarf mit Engpassbeseitigung (VB-E) geführt.

## Ehemalige Planungen
Eine angedachte Verlängerung der A 27 von Walsrode in Richtung Berlin wurde im Rahmen der Neuaufstellung des Bundesverkehrswegeplans 2030 verworfen.